# Sociedad Deportiva San Martín de la Arena
La Sociedad Deportiva San Martín de la Arena es un club de fútbol de Suances (Cantabria), conocido habitualmente como San Martín. Actualmente milita en la Primera Regional de Cantabria.

## Historia

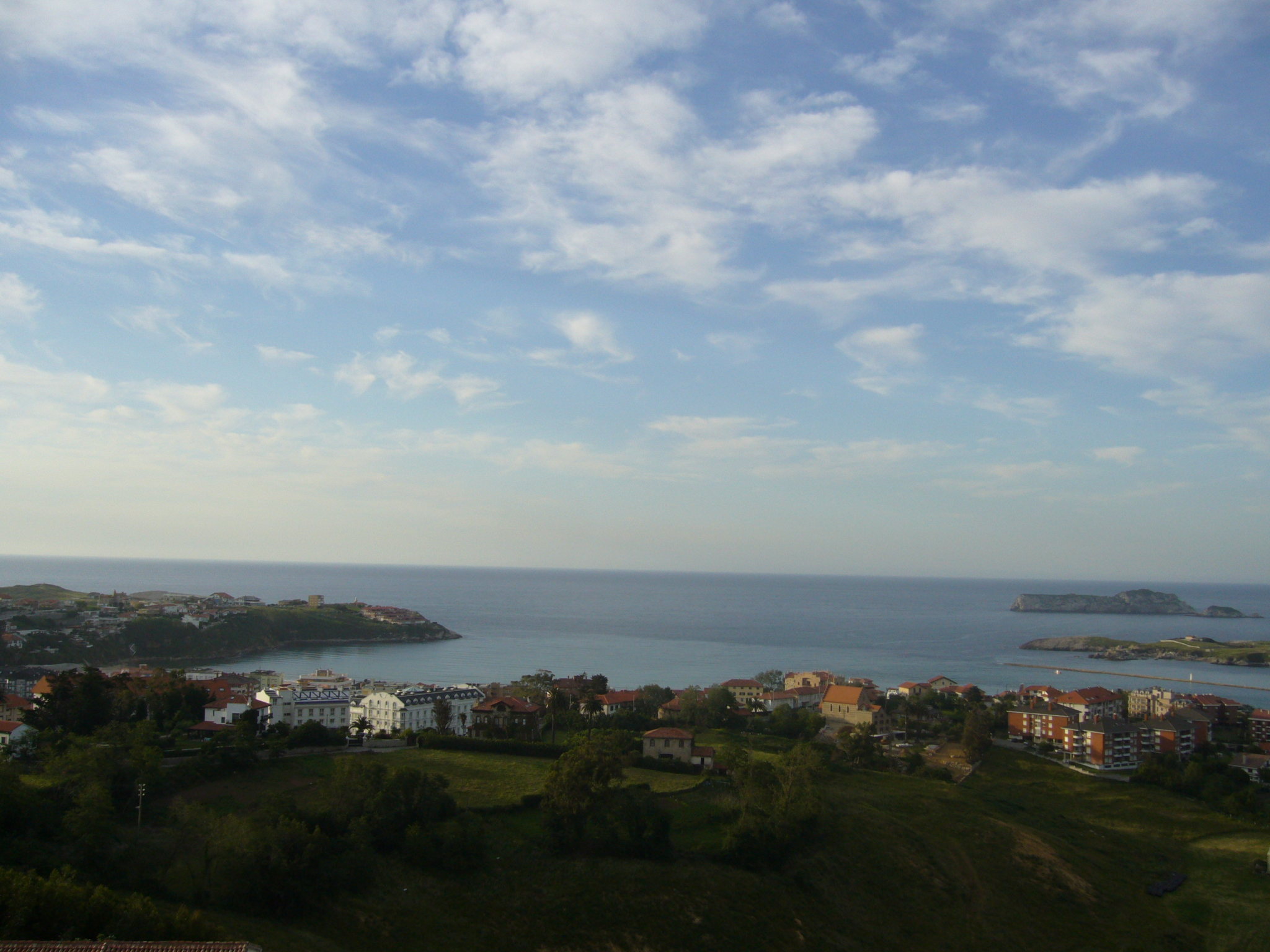
Vista parcial de Suances y de la ría de San Martín de la Arena, de donde toma su nombre el club

El San Martín se fundó en 1969, tomando su nombre de la ría de San Martín de la Arena en la que está situada la localidad de Suances. Debutó en la Segunda Regional la temporada 1970-71. En su segunda campaña en Segunda Regional logró el ascenso a Primera, y de nuevo tras dos campañas en la categoría ascendió a Regional Preferente, donde debutó en 1974-75. De cara a la campaña 1979-80 cambió de nombre, pasando a ser el Club Deportivo Suances. Esa misma temporada logró el campeonato de Preferente y ascendió por primera vez a categoría nacional en 1980-81. El club volvió a competir en Tercera División, ya con su nombre habitual de San Martín de la Arena, en 1986-87, 1987-88, 2011-12 y 2012-13. Al finalizar la temporada 2012-13 el San Martín desciende de nuevo a Regional Preferente. Después de ese descenso, el club vivió unos años de decadencia donde bajaron hasta la Segunda Regional, pero en la temporada 2019/20 y 2020/21, consiguieron dos ascensos que le devolvieron a la Regional Preferente donde permaneció tres temporadas. En la temporada 2024-25, volvieron a la Primera Regional de Cantabria pero un 4º puesto logrado provocó que el equipo recuperase la categoría pérdida el año anterior.

## Historial
- Temporadas en 1ª: 0
- Temporadas en 2ª: 0
- Temporadas en 2ªB: 0
- Temporadas en 3ª: 5 (1980-81, 1986-87 a 1987-88, 2011-12 a 2012-13)

## Palmarés

### Competiciones oficiales
- Campeón de Regional Preferente (1): 1979-80
- Subcampeón de Regional Preferente (1): 2010-11
- Subcampeón de Primera Regional (4): 1993-94, 1998-99, 2005-06 y 2008-09
- Mejor clasificación en Tercera: 17º (2011-12)

### Torneos amistosos
- Trofeo Ayuntamiento de Suances (2): 1980,[1] 2024.[2]
- Subcampeón del Trofeo Ayuntamiento de Suances (1): 1984[3]

## Uniforme
- Primer uniforme: camiseta blanca, pantalón azul y medias azules.[4]
- Segundo uniforme: camiseta rosa, pantalón gris y medias blancas.[4]
- Tercer uniforme: camiseta azul, pantalón blanco y medias blancas.[4]

## Estadio

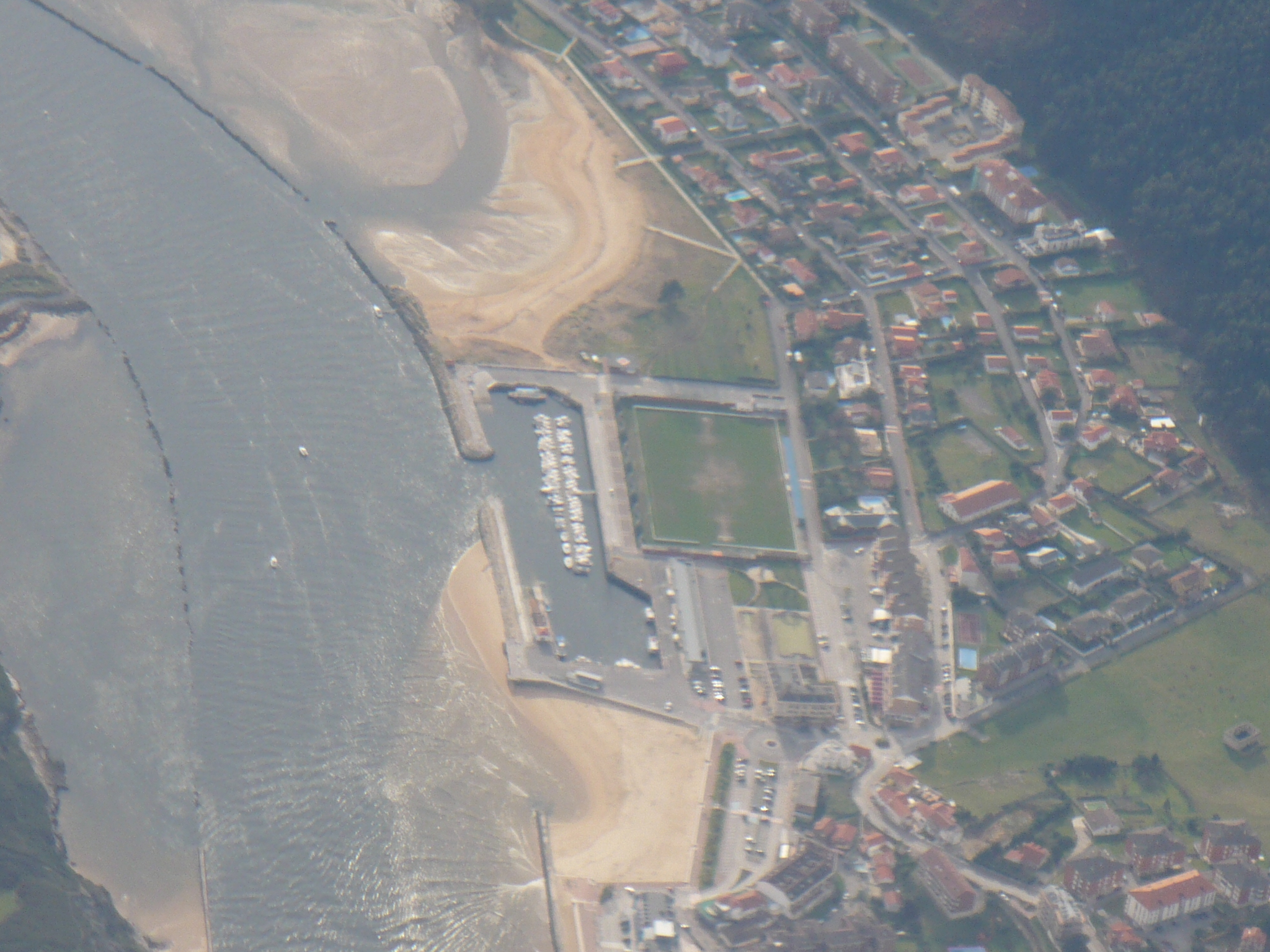
Vista aérea del Estadio Municipal La Ribera (Suances)

- Estadio Municipal La Ribera: el estadio municipal de Suances, cuyo nombre es La Ribera, es el campo donde el San Martín juega sus encuentros como local. Situado en la calle La Ribera, s/n, fue inaugurado en 1969 y tiene una capacidad de 1000 espectadores, 500 de ellos sentados.[5]